# SKE48の火曜アルバイト劇場
『SKE48の火曜アルバイト劇場』（エスケーイーフォーティーエイトのかようアルバイトげきじょう）は、CBCテレビで2014年7月2日から、同年12月24日まで水曜日1:18 - 1:48（火曜日深夜）に放送されていたバラエティ番組。ディップ（バイトル）の単独提供。

## 概要
SKE48のメンバーが東海3県で実際に存在する面白いアルバイトに取り組むドキュメントタッチのバラエティ番組。
稼いだ給料でメンバーの足型を作るためにアルバイトに挑戦する。

## 出演者
※放送時点での所属チーム
- SKE48
  - チームS：東李苑、大矢真那、北川綾巴、佐藤実絵子、竹内舞、都築里佳、中西優香、二村春香、松井珠理奈[注 3]、松本慈子、宮前杏実、宮澤佐江、矢方美紀、山内鈴蘭
  - チームKII：荒井優希、石田安奈、内山命、江籠裕奈、大場美奈、北野瑠華、木下有希子[注 4]、神門沙樹、高木由麻奈、日高優月、古川愛李、古畑奈和、山下ゆかり、山田みずほ
  - チームE：市野成美、岩永亞美、梅本まどか、加藤るみ、木本花音[注 5]、熊崎晴香、小石公美子、小林亜実、斉藤真木子、佐藤すみれ、柴田阿弥、髙寺沙菜、谷真理佳、福士奈央、松井玲奈

### その他出演者
※( )内の数字は登場回
- 鉄崎幹人、戸井康成、宮本忠博（はげまし人・はげまし隊）
- 新美昌也（貯金箱を買う人 - SKE48マネージャー）（7）
- 今村悦朗（SKE48劇場支配人）（7）
- 栗林薫、岡戸和人（足のスペシャリスト - FOOT MIND）（12）
- 山岸雅和[注 6]（足型職人 - 山岸鋳金工房）（12 - 17）
- クリスチーネ荒尾（絵描き歌のお姉さん）（24）
- ナレーター：小堀勝啓（CBCテレビアナウンサー）
- 足型紀行ナレーター：渡辺美香（CBCテレビアナウンサー）（8 - 11、19 - 25）[注 7]
- 実況：高田寛之（CBCテレビアナウンサー）（15、21、22、25）

ショートドラマ「女王蜂」
- 天田将行（マスター）
- 纐纈麻子（赤い女→純子）
- ノリ・ダ・ファンキーシビレサス（常連客）
- 小林直樹（ピー太ー）
- 鍬田広樹（泥酔客）
- ほしあい めみ（謎の女）（15 - 17）
- 木村庄之助（バイク男）（19 - 21）
- 菅沼翔也（助手の男）（21）
- 山本恭史（会長）（21）
- 宮本忠博（面接男）（25）

## 放送日程
| 回 | 放送日        | 企画内容・アルバイト内容                                                                      | アルバイト先 | アルバイト メンバー | 時給 | ゲスト・備考                                         |
| -- | ------------- | --------------------------------------------------------------------------------------------- | --- | --- | --- | ---------------------------------------------------- |
| 1  | 2014年 7月2日 | 小堀勝啓から学ぶ番組成功の秘訣 レジェンドから学ぶ番組成功の秘訣 SKE48のバイトシミュレーション | - | - | - | 小堀勝啓、戸井康成 鉄崎幹人、宮本忠博                |
| 2  | 7月9日        | 激突!鶏肉を刺す女（焼き鳥の串打ち）                                                           | 鳥貴族 鶴舞店 | 柴田阿弥 | 800円 | あらすじ女：山田みずほ                               |
| 3  | 7月16日       | 粛粛!擦る女（皿洗い）                                                                         | 元気になる農場レストランモクモク | 大矢真那 | 900円 | あらすじ女：東李苑                                   |
| 4  | 7月23日       | 爽爽!水に流す女（そうめん流し）                                                               | 郡上市八幡町・大滝鍾乳洞 流しそうめん | 岩永亞美 | 750円 | あらすじ女：斉藤真木子                               |
| 5  | 7月30日       | 只管!鷲掴みの女（タマゴ拾い）                                                                 | 郡上八幡コケコッコ村 | 古川愛李 | 870円 | あらすじ女：山下ゆかり                               |
| 6  | 8月6日        | 実録!むしる女（草むしり）                                                                     | 豊明市・豊栄ガーデンサービス | 北川綾巴 | 1,000円 | あらすじ女：谷真理佳                                 |
| 7  | 8月13日       | 追憶!さらば箱馬の女たち                                                                       | 訪問先：円頓寺商店街 松川屋、名古屋市特別消防隊第二方面隊 託された女たち：中西優香、二村春香、宮前杏実 山内鈴蘭、梅本まどか、小林亜実、谷真理佳 | 訪問先：円頓寺商店街 松川屋、名古屋市特別消防隊第二方面隊 託された女たち：中西優香、二村春香、宮前杏実 山内鈴蘭、梅本まどか、小林亜実、谷真理佳 | 訪問先：円頓寺商店街 松川屋、名古屋市特別消防隊第二方面隊 託された女たち：中西優香、二村春香、宮前杏実 山内鈴蘭、梅本まどか、小林亜実、谷真理佳 | 新美昌也、今村悦朗                                   |
| 8  | 8月20日       | 沸沸!泡立てる女（カフェ店員） 足型紀行：ドラガン・ストイコビッチ                              | LIGHT CAFÉ 栄店 | 矢方美紀 | 900円 | あらすじ女：竹内舞                                   |
| 9  | 8月27日       | むきむき!プレス女（せんべい加工） 足型紀行：平成の大横綱 貴乃花                               | 手焼海老せんべい 味の老舗 青山 | 宮前杏実 | 780円 | あらすじ女：都築里佳                                 |
| 10 | 9月3日        | 冷酷!アワい雪の女王（かき氷作り） 足型紀行：マリリン・モンロー                                | かき氷屋 川久 大須でらうまいがや店 | 山田みずほ | 950円 | あらすじ女：内山命 バイトル告知女：佐藤すみれ        |
| 11 | 9月10日       | ギョギョ!すくう女（金魚屋） 足型紀行：桃太郎のおばあちゃん                                    | 金魚・錦鯉専門店 丸富 | 佐藤すみれ | 850円 | あらすじ女：加藤るみ バイトル告知女：山田みずほ      |
| 12 | 9月17日       | 豊作!裸の足の女たち 秋の足あしアシ型作るぞSP                                                  | 訪問先：ロサンゼルス広場、FOOT MIND上前津本店、SKE48劇場 足型女：大矢真那、北川綾巴、松井珠理奈、宮前杏実                                       | 訪問先：ロサンゼルス広場、FOOT MIND上前津本店、SKE48劇場 足型女：大矢真那、北川綾巴、松井珠理奈、宮前杏実                                       | 訪問先：ロサンゼルス広場、FOOT MIND上前津本店、SKE48劇場 足型女：大矢真那、北川綾巴、松井珠理奈、宮前杏実                                       | 栗林薫、岡戸和人 山岸雅和 バイトル告知女：松井珠理奈 |
| 13 | 10月1日       | 毳毳!撫でる女（ペットショップ）                                                               | DOG CAT COCO 御器所店 | 古畑奈和 | 830円 | あらすじ女：高木由麻奈 バイトル告知女：古畑奈和      |
| 14 | 10月8日       | 眼光鋭く!売り売り女（海鮮市場）                                                               | 蒲郡海鮮市場 | 二村春香 | 800円 | あらすじ女：北野瑠華 バイトル告知女：松井珠理奈      |
| 15 | 10月15日      | 海獣!あやつり女（水族館飼育員）                                                               | 竹島水族館 | 大場美奈 | 900円 | あらすじ女：日高優月 バイトル告知女：大場美奈        |
| 16 | 10月22日      | 薩摩!斬切り女（芋すうぃーつ加工）                                                             | さつまいもすうぃーつ芋花恋本店 | 江籠裕奈 | 850円 | あらすじ女：市野成美 バイトル告知女：江籠裕奈        |
| 17 | 10月29日      | 闘え!孔球拾女（ゴルフ練習場）                                                                 | ポートゴルフ エポック | 梅本まどか | 900円 | あらすじ女：小石公美子 バイトル告知女：梅本まどか    |
| 18 | 11月5日       | 足王社!女たちの祈り 松井珠理奈 足型完成SP                                                     | 訪問先：ロサンゼルス広場、白山宮足王社 足型女：大矢真那、佐藤実絵子、中西優香、松井珠理奈                                                       | 訪問先：ロサンゼルス広場、白山宮足王社 足型女：大矢真那、佐藤実絵子、中西優香、松井珠理奈                                                       | 訪問先：ロサンゼルス広場、白山宮足王社 足型女：大矢真那、佐藤実絵子、中西優香、松井珠理奈                                                       | バイトル告知女：松井珠理奈                           |
| 19 | 11月12日      | 甘い!黒猫の女（カフェ店員） 足型どこに置く?紀行：南知多町                                     | 黒猫Cafe | 斉藤真木子 | 800円 | あらすじ女：熊崎晴香 バイトル告知女：斉藤真木子      |
| 20 | 11月19日      | 乳牛!搾乳女（牧場スタッフ） 足型どこに置く?紀行：武豊町                                       | ふれあい牧場（四日市酪農） | 東李苑 | 850円 | あらすじ女：荒井優希 バイトル告知女：東李苑          |
| 21 | 11月26日      | 方眼!カリフワ女（カフェ店員） 足型どこに置く?紀行：阿久比町                                   | カフェ グランヒル | 小林亜実 | 800円 | あらすじ女：神門沙樹 バイトル告知女：小林亜実        |
| 22 | 12月3日       | 穴穴!泥だらけの天使 （蓮根の加工工場） 足型どこに置く?紀行：東浦町                            | 清水食品株式会社 | 熊崎晴香 | 不明 | あらすじ女：福士奈央 バイトル告知女：熊崎晴香        |
| 23 | 12月10日      | 聖夜!赤花の女（鉢花生産農家） 足型どこに置く?紀行：笠寺                                       | フラワーガーデン戸谷 | 石田安奈 | 不明 | あらすじ女：髙寺沙菜 バイトル告知女：石田安奈        |
| 24 | 12月17日      | 雲丹!のせる女（回転寿司） 足型どこに置く?紀行：今池                                           | 丸忠 デリスクエア今池店 | 市野成美 | 不明 | あらすじ女：松本慈子 バイトル告知女：市野成美        |
| 25 | 12月24日      | 嗚呼!足型家の一族 足型寄贈式in今池                                                            | 訪問先：ウエストハウス、フライの一八、中屋パン、水道道 寄贈女：東李苑、北川綾巴、佐藤実絵子、中西優香、二村春香                                 | 訪問先：ウエストハウス、フライの一八、中屋パン、水道道 寄贈女：東李苑、北川綾巴、佐藤実絵子、中西優香、二村春香                                 | 訪問先：ウエストハウス、フライの一八、中屋パン、水道道 寄贈女：東李苑、北川綾巴、佐藤実絵子、中西優香、二村春香                                 | バイトル告知女： 佐藤実絵子、中西優香                |

### 放送休止
- 2014年 - 9月24日（2014世界バレー女子1次ラウンド「日本×アゼルバイジャン」放送のため。）